# Wormleybury Brook
Der Wormleybury Brook ist ein Wasserlauf in Hertfordshire, England. Er entsteht in der Broxbourne Woods National Nature Reserve südlich von Brickendon aus drei kurzen Quellflüssen. Er fließt in östlicher Richtung bis zu seiner Mündung in den Turnford Brook am westlichen Rand von Turnford.